# Mărioara Popescu
Mărioara Popescu (Ciobanu după căsătorie; n. 9 noiembrie 1962, Corlăteni, România) este o canotoare din România, dublu laureată cu aur la Los Angeles 1984 și Atlanta 1996.
În 2004 a fost decorată cu Ordinul „Meritul Sportiv” clasa I.